# Кубики льда

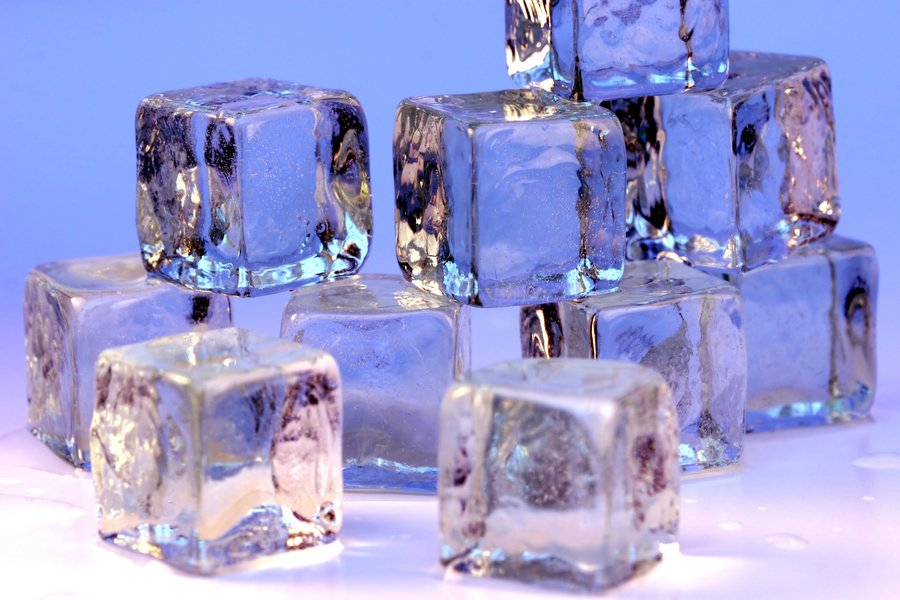
Кубики льда

Кубики льда, ледяные кубики — маленькие кусочки льда в кубической форме, используемые, в основном, для охлаждения напитков, коктейлей. Могут весить от 13 до 33 граммов.
В основном они изготовляются путём заморозки воды в формочках в холодильнике. Формочки для заморозки льда изобрёл Ллойд Грофф Копман в 1933 году. Существуют также специальные машины для их изготовления — льдогенераторы. Иногда вместо чистой воды используется сок, а иногда внутрь кубиков кладут цветы для красоты.
Существуют специальные формы для изготовления ледяных рюмок для крепких напитков.
Также кубики льда используются в косметологии и изготовлении свечей.